# Vizentiner Alpen
Die Vizentiner Alpen (auch Vicentiner Alpen oder Vizentiner Voralpen oder Lessinische Alpen, italienisch Prealpi Vicentine) sind eine Gebirgsgruppe der Ostalpen im Trentino und in den venetischen Provinzen Verona und Vicenza. Sie wurden nach der am Ostrand liegenden Stadt Vicenza benannt. Die höchste Erhebung der Gruppe ist die Cima Dodici (2337 m s.l.m.) am Nordrand des Gebirgszuges.

## Umgrenzung
Die Alpenvereinseinteilung der Ostalpen (AVE) umgrenzt die Vizentiner Alpen folgendermaßen:
Im Westen begrenzt die Etsch von Verona bis Trient die Gruppe. Weiter in östlicher Richtung bildet das Fersental die Grenze, gefolgt vom Val Sugana (Brenta) bis Bassano del Grappa und die oberitalienische Tiefebene, von wo aus wieder Verona erreicht wird.
Umgebende Gebirgsgruppen sind im Westen die Gardaseeberge, im Norden die Fleimstaler Alpen und im Osten die Dolomiten.

## Höchste Berge
- Cima Dodici (2337 m)
- Cima Portule (2310 m)
- Cima Carega (2259 m)
- Cima Palon (2232 m)
- Cima Posta (2215 m)
- Cima del Cherlòng (2210 m)